# Enrique Brayer Blanco
Enrique Brayer Blanco (3 de abril de 1910, Cerro Chato – 27 de enero de 1999, Montevideo), educador uruguayo, promotor de las misiones socio-pedagógicas y del desarrollo de las escuelas granja.

## Biografía
Hijo de Ismael Brayer y Juana Blanco, estudió en el Instituto Normal de Varones Joaquín R. Sánchez de Montevideo, donde contribuyó a formar la Asociación de Estudiantes y su periódico Alas. Al recibir el título de maestro primario, en 1930, viajó a Mangrullo, departamento de Cerro Largo, donde concursó para el cargo de Director de la escuela N.º 32 de Mangrullo (que hoy lleva su nombre). Se casó en 1932 con Liria Jorge y allí nacieron sus tres hijas, que también eligieron la carrera del magisterio docente.
Sus hijas son: Sonia, Myriam y Dolly (fallecida).

## Aportes
El maestro Enrique Brayer fue parte de una generación de maestros rurales  -Miguel Soler, Julio Castro, Homero Grillo, Luis Gómez, entre otros- para quienes ser maestro rural se volvió un profundo compromiso con las comunidades rurales más empobrecidas, con sus niños y con su institución social, cultural y educativa: la escuela rural.
Promovió las misiones socio-pedagógicas y fue factor clave en la creación del Núcleo Escolar Experimental de La Mina y en  el desarrollo de las escuelas granjas. Asimismo, fue un impulsor responsable del Congreso Nacional de Maestros de Educación Rural, y participó activamente en la vida gremial del magisterio.
En palabras de Miguel Soler, su compañero de generación: “Fue una generación que se formó, se autoformó y se interformó, recogiendo y adaptando lo mejor del pensamiento educativo nacional, latinoamericano e internacional. Una vanguardia que sirvió al país con una enorme fe (tal vez hoy podría hablarse de una excesiva fe) en la educación como factor dinamizador del cambio social.”
En 1962 se acoge a la jubilación, pero no deja de trabajar. Continúa su labor en la Comisión Asesora del Instituto Cooperativo de Educación Rural (ICER). En 1963 colabora con el maestro Miguel Soler en la creación del Instituto Superior de Educación Rural en Tarija, Bolivia, entidad apoyada por Unesco.
En 1966 regresa al Uruguay para hacerse cargo de la cátedra de Administración Educativa, en el Instituto Magisterial Superior (IMS), que hoy ya no existe, institución encargada de la formación superior de los maestros primarios.
Su compromiso con la escuela pública y con la democracia fue motivo para sufrir algunas arbitrariedades de la dictadura.
El Poder ejecutivo de la República Oriental del Uruguay designa con el nombre "Enrique Brayer Blanco", la Escuela N° 32 de Granja de Mangrullo, del departamento de Cerro Largo (Ley N° 17.831 del 22/09/2004).